# Tóth István (orvos)
Tóth István (Szatmárnémeti, 1865. december 12. – Budapest, 1935. november 25.) orvos, szülész-nőgyógyász, egyetemi tanár.

## Életpályája
Szülei Tóth Sándor és Czenger Mária. Középiskoláit szülővárosában, egyetemi tanulmányait a Budapesti Tudományegyetem Orvostudományi Karán végezte, ahol 1889-ben avatták orvosdoktorrá. 1889-től Tauffer Vilmos professzor szülészeti klinikáján alkalmazták mint tanársegéd; 1900-tól egyetemi adjunktus lett; 1899-ben nőgyógyászatból magántanárrá habilitálták. 1908-ban címzetes rendkívüli tanár lett, majd 1910-ben a Szent Rókus Kórház nőbetegosztályára került főorvosnak. 1918 nyarától a II. számú női klinika helyettes vezetője lett, majd az 1918-as polgári demokratikus forradalom kitörését követően egyetemi tanárnak választották, azonban a Tanácsköztársaság bukása után ezt nem ismerték el. 1919-ben megint nyilvános rendes tanári kinevezést kapott, majd a II. számú női klinika igazgatója lett. A budapesti orvosszövetség elnöke volt. A hüvelyi műtétek módszereinek fejlesztésén dolgozott, valamint a császármetszés témájával is sokat foglalkozott. Felesége Ámosi Irma volt.

## Munkái
- A méh, petefészek és méhkürt daganatainak a hüvelyen át való operálásáról. Budapest, 1900. (Orvosi Hetilap Közleményei)
- Közlemények a Tauffer Vilmos ... tanár vezetése alatt álló 2. sz. női klinikáról. Budapest, 1900. (Többekkel)
- Casuistikus Közlések a 2. sz. női klinikáról. Budapest, 1901. (Orvosi Hetilap Közleményei)
- A chorionepitheliomáról. Budapest, 1904. (Orvosi Hetilap Közleményei)
- A nőgyógyászat kézikönyve (Tauffer Vilmossal, Budapest, 1916)

Szerkesztette a Gynekológia című füzeteket 1902-től 1914-ig Budapesten (Temesváry Rezsővel)